# Slowenische Badmintonmeisterschaft 1974
Die Slowenische Badmintonmeisterschaft 1974 fand vom 29. bis zum 30. November 1974 in Lendava statt. Es war die 17. Austragung der Titelkämpfe in Slowenien, die gleichzeitig auch Meisterschaft Gesamt-Jugoslawiens war. Lučka Križman war wegen einer Verletzung nicht am Start.

## Titelträger
| Disziplin    | Sieger                      |
| ------------ | --------------------------- |
| Herreneinzel | Gregor Berden               |
| Dameneinzel  | Vita Bohinc                 |
| Herrendoppel | Stane Koprivšek Jani Čaleta |
| Damendoppel  | Marta Amf Vita Bohinc       |
| Mixed        | Gregor Berden Marta Amf     |